# André Cristol
Ne doit pas être confondu avec Andres Kristol.
Pour les articles homonymes, voir Cristol.
André Cristol, né le 13 septembre 1942 à La Tour-sur-Orb et mort le 5 avril 2020 à Montpellier, était un footballeur et entraîneur français. Il était milieu de terrain.

## Biographie
André Cristol joue principalement en faveur de Béziers, de Montpellier et du Limoges FC.
Au total, il dispute 37 matchs en Division 1 et 168 matchs en Division 2.